# Carl Kolmodin
Carl Israel Gustaf Kolmodin, född 21 juni 1876 i Roma, Gotlands län, död 25 november 1963 i Visby, var en svensk direktör.

## Biografi
Kolmodin var son till lantbrukaren Johan Kolmodin och Rosalie Höggren. Han utexaminerades från Visby högre allmänna läroverk och var prokurist i firman Carl E. Ekman 1900–1904. Kolmodin övertog denna firmans partiaffär 1904 och grundade AB C I Kolmodin samma år och var verkställande direktör där. Kolmodin var ägare av fastigheten Kompaniet nr 1, satt i stadsfullmäktige 1913–1938 och var ordförande i drätselkammaren 1926–1938 och köpmansgillet i Visby. Han var vice ordförande i Gotlands handelskammare, ordförande i riksbanksstyrelsen i Visby 1928 samt ledamot av Visby stads fattigvårdsstyrelse och lärlings- och yrkesskola. Kolmodin var även ordförande i Gotlands sångarförbund och Visby allmänna sångförening.
Han var ledamot av beredningsutskottet och satt i kyrkofullmäktige från 1933. Kolmodin var ordförande Sällskapet DBW:s sparbank och Gotlands sångarförbund. Han var styrelseledamot i Ångfartyg AB Gotland och var dansk vicekonsul från 1933.
Kolmodin gifte sig 1907 med Elva Maria Forsberg (1882–1958), dotter till fabrikören Gustav Forsberg och Elva Ahlström. Han var far till konsul Carl Olof Kolmodin (1908–1988). Kolmodin avled 1963 och gravsattes på Östra kyrkogården i Visby.

## Utmärkelser
- Riddare av Vasaorden (RVO)[10]
- Försäkring AB Kansas guldmedalj[10]
- Svenska sångarförbundets förtjänsttecken i guld[11]